# Менса, Седрик
Седрик Менса (фр. Cédric Mensah; 6 марта 1989, Марсель, Франция) — тоголезский футболист, вратарь клуба «Лаваль». Выступал за сборную Того.

## Карьера
Родился в Марселе, на юношеском уровне выступал за различные команды родного города. В возрасте 14-ти лет переехал в Бордо, где продолжил карьеру в одноимённом клубе. В сезоне 2006/07 попал в заявку на один из матчей команды в чемпионате.
В июле 2007 года покинул «Бордо» и перешёл в «Лилль», выступал за резервную команду клуба.
3 августа 2008 года подписал контракт с «Парижем». В первом сезоне за клуб сыграл в двух матчах, а в октябре 2009 года разорвал контракт с клубом.
С 2010 по 2013 год выступал за резервную команду «Марселя».
С 2013 по 2016 год выступал за «Кольмар».
В сентябре 2016 года перешёл в «Ле-Ман».

## Сборная
В сборной Того дебютировал 1 июня 2008 года в матче против Замбии. Вошёл в состав сборной на Кубок африканских наций 2017.